# Russell Bennett
Pour les articles homonymes, voir Bennett.
Pas d'image ? Cliquez ici

a Compétitions nationales et continentales officielles uniquement.

b Matchs officiels uniquement.
Dernière mise à jour le 19 novembre 2013.
Russell George Bennett, né le 22 novembre 1971 à Adelaïde, est un joueur sud-africain de rugby à XV qui a joué avec l'équipe d'Afrique du Sud en 1997 évoluant au poste d'arrière.

## Biographie
Dans le championnat des Provinces, Russell Bennett défend les couleurs des Border Bulldogs. Il effectue son premier test match avec les Springboks le 10 juin 1997 à l’occasion d’un match contre l'équipe des Tonga.

## Statistiques en équipe nationale
- 6 sélections
- 10 points (2 essais)
- Sélections par saison : 6 en 1997.